# Cambron-Saint-Vincent
Cambron-Saint-Vincent (pcd. Cambron-Sint-Vincent) – dzielnica (section) gminy Lens w Belgii, w Regionie Walońskim, w prowincji Hainaut, w okręgu Mons. 1 stycznia 2020 roku liczyła 1036 mieszkańców. Do 31 grudnia 1976 samodzielna gmina. 

## Demografia
Liczba mieszkańców, stan na 1 stycznia:
| Rok                | 1930 | 1947 | 1961 | 2020 |
| ------------------ | ---- | ---- | ---- | ---- |
| Liczba mieszkańców | 791  | 733  | 639  | 1036 |